# Reünie (bijeenkomst)
Een reünie is een bijeenkomst van mensen die in het verleden vaker samen zijn geweest en toen een groep vormden, maar nadien uit elkaar zijn gegaan. Redenen om een reünie te houden kunnen variëren, maar vaak spelen nostalgie of een speciale gebeurtenis zoals een jubileum een rol.

## Achtergrond
Een reünie wordt vaak pas jaren na het laatste contact georganiseerd en er kunnen in de tussentijd dan ook veel veranderingen zijn opgetreden. Men is getrouwd, heeft kinderen gekregen, doet iets totaal anders of is heel erg veranderd.
De organisatie van een reünie vergt doorgaans veel werk, met name om alle mensen te achterhalen die inmiddels verhuisd zijn of (door huwelijk) een andere achternaam hebben. Met de komst van internet is dat makkelijker geworden, maar er bestaan ook speciale bureaus en programma’s die zich bezighouden met het organiseren van reünies.

## Soorten
Reünies komen in verschillende vormen voor. Zo zijn er reünies voor oud-leerlingen van middelbare en hogere scholen. Deze vinden vaak plaats op of nabij de betreffende school, en vaak op een speciale datum zoals een bepaald aantal jaar na het afstuderen van deze leerlingen. Zo’n reünie kan door de school zelf worden georganiseerd, maar ook door een van de leerlingen.
Ook bedrijven kunnen reünies houden voor voormalige werknemers. Dit gebeurt bijvoorbeeld als een bedrijf een jubileum viert of als het bedrijf in kwestie niet meer bestaat maar de werknemers nog eenmaal bij elkaar willen komen. Een reden om een (jaarlijkse) reünie te organiseren kan zijn om gepensioneerden - die dat willen - betrokken te houden bij de organisatie.
Een andere vorm is de familiereünie, waarbij leden van een grote familie, die dezelfde achternaam hebben maar elkaar misschien wel nooit hebben gezien, bijeen te brengen.
In de muziekindustrie wordt gesproken van een reünie als een band waarvan de leden al geruime tijd uit elkaar zijn nog eenmaal weer bijeenkomen voor een speciaal optreden.

## Als thema in films
Er zijn diverse films gemaakt met een reünie als thema, zoals bijvoorbeeld:
Schoolreünie
- National Lampoon's Class Reunion (1982)
- Slaughter High (1986)
- Kenneth Branagh's Peter's Friends (1992)
- Romy and Michele's High School Reunion (1997)
- George Armitage's Grosse Pointe Blank (1997)
- Since You've Been Gone (1998),
- De Reünie, Nederlandse televisieserie

Familiereünie
- Addams Family Reunion (1998)
- Family Reunion (2005)
- Madea's Family Reunion (2006)